# كريس غودال
كريس غودال هو سياسي بريطاني، ولد في 29 ديسمبر 1955.